# Konstantín Kokora
Konstantín Kokora (en ruso: Константин Леонидович Кокора; Moscú, RSFS de Rusia; 27 de agosto de 1957 – 18 de junio de 2025) fue un patinador artístico sobre hielo ruso.

## Trayectoria
Konstantín Leonidovich Kokora fue un destacado patinador artístico soviético nacido en Moscú en 1957, cuya carrera se desarrolló principalmente durante la década de 1970. Representando a la Unión Soviética, Kokora fue campeón nacional en 1979 y se consolidó como uno de los principales competidores del país. Participó regularmente en competiciones internacionales, logrando ubicarse entre los 10 mejores en múltiples Campeonatos Europeos —con un mejor resultado de sexto lugar en 1977 y 1979— y entre el undécimo y decimotercer puesto en los Campeonatos del Mundo. Su actuación más relevante en el ámbito olímpico fue en Lake Placid 1980, donde finalizó en 10.ª posición en la categoría individual masculina. Además, obtuvo varias medallas en torneos como el Blue Swords y se coronó campeón en la Universiada de Invierno de 1981. Se retiró del patinaje competitivo en 1982 y más adelante se dedicó a la enseñanza como entrenador, contribuyendo al desarrollo de nuevos talentos en el patinaje artístico.

## Resultados
| Internacional        | Internacional | Internacional | Internacional | Internacional | Internacional | Internacional | Internacional | Internacional | Internacional | Internacional |
| Evento               | 1972–73       | 1973–74       | 1974–75       | 1975–76       | 1976–77       | 1977–78       | 1978–79       | 1979–80       | 1980–81       | 1981–82       |
| -------------------- | ------------- | ------------- | ------------- | ------------- | ------------- | ------------- | ------------- | ------------- | ------------- | ------------- |
| Juegos Olímpicos     |               |               |               |               |               |               |               | 10°           |               |               |
| Campeonato Mundial   |               |               |               | 11°           | 11°           | 13°           | 11°           |               |               |               |
| Campeonato Europeo   |               |               |               |               | 6°            |               | 6°            | 8°            |               |               |
| Blue Swords          | 3°            |               | 1°            |               | 1°            |               |               |               |               |               |
| Moscow News          |               | 6°            |               | 3°            |               |               | 1°            |               | 2°            |               |
| Prague Skate         |               | 5°            | 3°            | 2°            |               |               |               |               |               |               |
| Universiadas         |               |               |               |               |               |               |               |               | 1°            |               |
| Nacional             |               |               |               |               |               |               |               |               |               |               |
| Campeonato Soviético |               | 5°            | 4°            | 4°            | 5°            | 3°            | 1°            | 3°            | 4°            | 6°            |